# Veluws Museum Hagedoorns Plaatse
Het Veluws Museum Hagedoorns Plaatse is een streekmuseum in de buurtschap Zuuk in de Nederlandse gemeente Epe (provincie Gelderland). Het geregistreerde museum beheert een streekcollectie en organiseert tijdelijke tentoonstellingen.

## Geschiedenis
In de jaren 60 verwierf het museum dankzij publieke steun het museumterrein, bestaande uit een historisch boerenerf met een boerderij uit 1715. De boerderij is sinds 1968 een rijksmonument. Het museum is opgericht met als doel 'Het inrichten, het beheren en in standhouden van één museum of meerdere musea van voorwerpen uit de gemeente Epe in het bijzonder en overigens van de Veluwe of daarop betrekking hebbend'.

## Collectie
De materiële collectie bestaat onder meer uit Veluwse streekdrachten en een weergave van het boerenleven rond 1900. Rond het erf zijn onder andere een bijenstal en een moestuin te vinden.
De immateriële collectie bestaat uit verhalen verteld door vrijwilligers.